# Všešportový areál
Het Všešportový areál was een multifunctioneel stadion in Košice, Slowakije. In 1976 werd dit stadion geopend. Het stadion werd vooral gebruikt voor voetbalwedstrijden, de voetbalclub FC VSS Košice maakte gebruik van dit stadion tot 1997. In het stadion was plaats voor 30.312 toeschouwers. In 2009-2011 werd het stadion afgebroken.
In 1995 speelde het Slowaaks voetbalelftal 4 internationale wedstrijden in dit stadion. De eerste op 9 maart 1995, een vriendschappelijk duel tegen, die wedstrijd eindigde in een 2–1 overwinning. Daarna 3 kwalificatiewedstrijden voor het EK voetbal 1996. Er werd gespeeld tegen Azerbeidzjan (4–1), Israël (1–0) en Roemenië (0–2).